# Jaime González (periodista)
Jaime González (Madrid, 2 de junio de 1961) es un periodista español. Fue jefe de Opinión del diario ABC, en el que trabajó más de treinta años. Es conocido por sus habituales colaboraciones en diversas tertulias de televisión y radio.

## Biografía
González nace en Madrid, en el año 1961. Se licencia en periodismo por la Facultad de Ciencias de la Información de la Universidad Complutense.
En el año 1986 comenzó a trabajar como columnista en el periódico ABC, y llegó a ostentar el cargo de jefe de Opinión de dicho diario. A pesar de su veteranía en Vocento, su relación con el grupo de comunicación fue ocasiones complicada, llegando este incluso a considerar relegar a González de sus funciones. Por su parte, González ha llevado en el pasado a Vocento a los tribunales debido a conflictos laborales. Finalmente, González abandonó ABC en abril de 2018.
Son habituales sus apariciones en programas de debate, tanto televisivos como radiofónicos, lo que le ha convertido en una cara conocida en el mundo de la tertulia mediática española. Entre los programas en los que colabora o ha colaborado se encuentran Las mañanas de Cuatro y el court show De buena ley, del Grupo Mediaset, La Mañana, de la Cadena COPE, El gato al agua y Más se perdió en Cuba, del Grupo Intereconomía, y diversos programas de la cadena Trece, como El cascabel. De 2004 a 2011 participó diariamente de forma ininterrumpida en la tertulia La Espuela, de Radio Intereconomía.

## Vida personal
González vive en Madrid. Está casado y tiene tres hijos.